# العطنة
العطنة قرية سوريّة تتبع إداريّاً لمحافظة ريف دمشق منطقة القطيفة ناحية جيرود،
تقع بلدة العطنة، 65كم شمال شرقي دمشق، تتبع لناحية جيرود، منطقة القطيفة، على الطريق القديم الذي يصل دمشق بالقريتين ثم تدمر، يوجد في البلدة ومحيطها عدد من المواقع الأثرية من بينها تل أثري، ومجموعة من أقنية المياه التي كانت تزود المنطقة بالمياه، يعود تاريخها إلى العصور الرومانية والبيزنطية، وموقع أثري يعود للعصر الروماني، علاوة على الخان الأثري.
يعود تاريخ الخان إلى عهد الأمير ركن الدين منكورس الذي توفي في سنة 631 هـ، (القرن السابع الهجري الثالث عشر الميلادي) بإشراف المهندس المعماري أبو الحسن رشيد الدين علي بن خليفة الشهير بابن أبي أصيبعة الذي ولد في حلب سنة 579 هـ وتوفي في دمشق سنة 616 هـ.
بني الخان من الحجارة الكلسية الكبيرة، وسقف بعقود وقبوات أسطوانية الشكل، مخططه مربع الشكل، طول ضلعه 44م، كان البناء مؤلفاً من طابقين، خصص جزء من الطابق الأرضي للدواب وهو مؤلف من أربعة أروقة على طول الأضلاع الأربعة قائمة على جدران ضخمة، وهي تطل على باحة الخان عبر بابين في كل منها، والباحة مربعة الشكل 28.30م، كان في وسطها بركة ماء، عرض الرواق 4.75م. يتوسط المدخل الواجهة الجنوبية للمبنى ويفتح على ممر أبعاده 8×3.5م تعلوه قبوة أسطوانية بارتفاع 8م، وتحيط بالممر غرفتان لكل منها باب يؤدي للممر.
```
كان للخان طابق ثان مخصص لسكن المسافرين، لم يبق من آثاره شيء إلا غرفة المراقبة التي بنيت فوق المدخل، وبقايا الجدران. 
```

أجرت المديرية العامة للآثار والمتاحف بعض أعمال الترميم للمبنى شارك فيها المهندسون: أيمن هاموك، سميرة السكاف.
```
بدأت الأعمال سنة 1989 واستمرت حتى منتصف التسعينيات، شملت ترميم وتدعيم العناصر الإنشائية للجدران والقبوات، وأعمال الكحلة والكلسة، ورصف الأرضيات  وتركيب الأبواب، وعزل سطح الخان وتأمين شبكة الصرف المطري. 
```

سجل الخان في لائحة المواقع الأثرية الوطنية بالقرار الوزاري رقم 164 / أ تاريخ 2 / 11 / 1972.
```
بلغ تعداد سكانها 1,897 نسمة حسب التعداد السكاني لعام 2004.
[
2
]
```